# Rijnsburg
Rijnsburg (nizozemsko: [ˈrɛinzbʏr(ə)x] ()) je vas v vzhodnem delu občine Katwijk v zahodni Nizozemski, v provinci Južna Holandija. Ime v nizozemščini pomeni Renski grad.

## Zgodovina
Na mestu Rijnsburga je bila v šestem stoletju frizijska vas, kot kažejo arheološke najdbe. Kraj je bil omenjen v cerkvenem dokumentu iz okoli leta 750 z besedami "Rudolfsheim dat nu Rinasburg wordt genoemd" (Rudolfsheim se zdaj imenuje Rinasburg). 10. avgusta 975 je grof Dirk II. zmagal v bitki proti Zahodnim Frizijcem pri Rinasburgu in iz hvaležnosti dal postaviti kapelo sv. Lavrencija. V bližini te kapele je Petronila Lotarinška, soproga holandskega grofa Florisa II. leta  1133 ustanovila  Opatijo Rijnsburg, samostan za plemenite nune. Dve njeni vnukinji, Sofija in Hedvika, sta se pozneje pridružili tej opatiji, ena od njiju kot opatinja. Leta 1570 je bil samostan porušen, ostal je le južni stolp.

Rijnsburg je bil samostojna občina do 1. januarja 2006, ko je bil skupaj z Valkenburgom priključen občini Katwijk. Pred tem je občina obsegala 6.07 km2   od tega 0.21 km2   je bila voda in je imela 14.851 prebivalcev (1. junij 2005).
Glavna prepoznavnost Rijnsburga je v tem, da je tam od leta 1661 do 1663 živel filozof Spinoza. Skromna hiša, v kateri je živel, je še ohranjena in si jo lahko ogledate.
Rijnsburg se nahaja na območju, imenovanem "okrožje sipin in čebulic" ( Duin-en Bollenstreek ) in je ena od lokacij dražbenega podjetja za rože Royal FloraHolland.

### Arheološke najdbe
Leta 1913 so na pokopališču v Rijnsburgu skupaj našli zaponko, nosilec z rdečim, belim in modrim emajlom ter kvadratni kovanec. Impresivna pozlačena zaponka s prepletenim filigranom in emajliranim vložkom je bila verjetno izdelana v Kentu (Anglija) preko Rokavskega preliva. Te najdbe med drugim kažejo, da je bilo ustje Rena dom nekaterim ljudem zelo visokega statusa.

### Pokopi v opatiji Rijnsburg
- Floris Črni
- Petronila Lotarinška
- Dirk VI. holandski grof
- Viljem I. holandski grof
- Floris IV., holandski grof